# 전주평화중학교
전주평화중학교(全州平和中學校)는 대한민국 전북특별자치도 전주시 완산구 평화동2가에 있는 공립 중학교이다.

## 학교 연혁
- 2001년 8월 7일 : 전주평화중학교 설립인가(30학급 남녀공학)
- 2004년 3월 1일 : 초대 김형진 교장 취임
- 2004년 3월 2일 : 전주평화중학교 개교
- 2023년 9월 1일 : 제8대 최은이 교장 부임
- 2024년 1월 5일 : 제18회 졸업(졸업생 235명, 총 5,250명)

## 참고 자료
- 전주평화중학교 - 한국교육학술정보원 학교알리미